# Allainville (Yvelines)
Allainville is een gemeente in het Franse departement Yvelines (regio Île-de-France) en telt 307 inwoners (2005). De plaats maakt deel uit van het arrondissement Rambouillet.

## Geografie
De oppervlakte van Allainville bedraagt 16,1 km², de bevolkingsdichtheid is 19,1 inwoners per km².
De onderstaande kaart toont de ligging van Allainville (Yvelines) met de belangrijkste infrastructuur en aangrenzende gemeenten.

Binnen de gemeente liggen de volgende gehuchten
- Hattonville
- Obville
- Érainville
- Groslieu
- Souplainville

## Demografie
Onderstaande figuur toont het verloop van het inwonertal (bron: INSEE-tellingen).